# Nikdykde
Nikdykde (v originále Neverwhere) je fantasy román britského spisovatele Neila Gaimana. Tato městská fantasy se odehrává v prostředí londýnského podzemí zvaného Podlondýn. Území, na které se lze dostat jenom překročením „prahu“ míst, na nichž se civilizovaní lidé obvykle pohybují. V románu má toto překročení za následek zároveň to, že dotyčný, který je součástí tohoto podzemního světa, přestane být až na výjimky viditelný v našem světě. Příběh spojuje klasické prvky urban fantasy a mýtu a využívá postav ze staré literatury, kterým z části ponechává jejich původní charakter a z části jej mění. Román čtenáře zároveň zavádí do starších dob a orientaci při čtení pomáhá alespoň částečná znalost londýnského prostředí.

## Popis děje
Hrdina je na první pohled obyčejný mladý muž Richard Mayhew, jenž se tím, že pomůže ženě na ulici, dostane do světa, který mu je úplně cizí, a tím i do spádu událostí, kdy zůstat osamocen v tomto světě se rovná téměř jisté smrti. Obyčejné věci, jako jsou most, mlha či tma, zde nabývají mytický význam, stávají se živými a člověku většinou nepřátelskými. Hrdina společně s dívkou, které pomohl, putuje tímto podivným světem a snaží se nejdříve jenom sám chvíli přežít a posléze i najít útočiště a ochranu proti bytostem, které je pronásledují. Pomoc hrdinové hledají u profesionálního průvodce podsvětím markýze De Karabase či vládce čtvrti, který si za rezidenci vybral opuštěný vagón, toulající se londýnským metrem, kterým hrdinové na své pouti prochází. Na konci knihy dostane hlavní hrdina možnost volby, zda zůstat v tomto nehostinném světě, ve kterém si těžce vydobyl poměrně prestižní postavení, nebo zda se vrátit do normálního života ke své práci, přítelkyni a bezpečnému, ale nudnému životu, který vedl.

## Adaptace
Nikdykde bylo původně roku 1996 natočeno jako šestidílný televizní seriál společnosti BBC.. Ve stejném roce napsal Neil Gaiman románovou verzi. V roce 2005 vznikl také komiks (autor Mike Carey, kresba Glenn Fabry). Připravuje se i filmová verze. V listopadu 2012 začala BBC natáčet rozhlasový šestidílný seriál.